# Oliver Heaviside
Oliver Heaviside (Londres, 18 de maio de 1850 — Torquay, 3 de fevereiro de 1925) foi um matemático e engenheiro eletricista inglês.

## Biografia

### Início de Vida
Heaviside nasceu em Camden Town, Londres, o mais jovem dentre três filhos de Thomas, um desenhista e entalhador de madeira, e Rachel Elizabeth (nascida West). Ele era uma criança baixa e ruiva, e teve escarlatina quando jovem, o que o deixou com uma deficiência auditiva. Uma pequena herança permitiu à família se mudar para uma parte melhor de Camden quando ele tinha treze anos de idade, e ele foi então enviado para a Escola de Gramática Camden House. Ele era um bom estudante, classificando-se como o quinto melhor dentre quinhentos estudantes em 1865, mas seus pais não puderam mantê-lo na escola após os 16 anos de idade, então ele continuou a estudar por conta própria por um ano e não obteve mais educação formal.
O marido da tia de Heaviside era o Sir Charles Wheatstone (1802-1875), um especialista em telegrafia e electromagnetismo reconhecido internacionalmente, e o co-inventor original do primeiro telégrafo bem-sucedido comercialmente nos anos 1830. Wheatstone possuía forte interesse pela educação de Heaviside e em 1867 o enviou para o norte para trabalhar com seu irmão mais velho Arthur West Heaviside, que gerenciava uma das companhias de telégrafo de Wheatstone em Newcastle upon Tyne.
Dois anos depois ele passou a trabalhar como operador de telégrafo na Danish Great Northern Telegraph Company (Grande Companhia Dinamarquesa de Telégrafos do Norte, em tradução livre), dispondo um cabo telegráfico de Newcastle à Dinamarca utilizando empreiteiros britânicos. Ele logo se tornou um eletricista. Heaviside continuou a estudar enquanto trabalhava, e aos 22 anos publicou na prestigiosa Philosophical Magazine sobre "O Melhor Arranjo de Ponte de Wheatstone para Medir uma Dada Resistência com um Dado Galvanômetro e Bateria" que recebeu comentários positivos de físicos que haviam tentado sem sucesso resolver esse problema algébrico, incluindo Sir William Thomson, a quem ele deu uma cópia do artigo, e James Clerk Maxwell. Quando publicou um artigo acerca do método duplex de uso de um cabo telegráfico, ele zombou R. S. Culley, o engenheiro chefe do sistema telegráfico do Post Office (os Correios britânicos), que estava descartando o método duplex por sua falta de praticidade. Mais tarde em 1873 sua aplicação para fazer parte da Sociedade de Engenheiros de Telégrafos foi recusada com o comentário de que "eles não queriam funcionários de telégrafos". Isso irritou Heaviside, que pediu a Thomson que o financiasse, e com o suporte do presidente da sociedade ele foi admitido "apesar dos esnobes do Post Office".
Em 1873 Heaviside entrou em contato com os dois volumes do recém-publicado e posteriormente famoso Tratado sobre Eletricidade e Magnetismo. Quando velho, Heaviside recordou:

Eu me lembro da primeira vez que vi o grande tratado de Maxwell quando eu era jovem... eu vi que era ótimo, melhor e excelente, com possibilidades prodigiosas em seu poder... eu estava determinado a dominar o livro e começar a trabalhar. Eu era muito ignorante. Eu não tinha conhecimento de análise matemática (tendo aprendido apenas álgebra escolar e trigonometria que eu havia há muito esquecido) e portanto meu trabalho foi deixado de lado. Me levou vários anos antes que eu pudesse entender tanto quanto eu poderia. Então eu deixei Maxwell de lado e segui meu próprio curso. E eu progredi muito mais rápido... Será entendido que eu prego o evangelho de acordo com a minha própria interpretação de Maxwell.

Realizando o trabalho de pesquisa em casa, ele ajudou a desenvolver a teoria das linhas de transmissão (também conhecida como as "Equações do Telégrafo"). Heaviside mostrou matematicamente que uma indutância uniformemente distribuída em uma linha telegráfica iria diminuir tanto a atenuação quanto a distorção, e que, se a indutância fosse grande o suficiente e a resistência de isolamento não muito alta, o circuito não teria distorção de forma que correntes de quaisquer frequências teriam as mesmas velocidades de propagação. As equações de Heaviside ajudaram a promover a implementação do telégrafo.

## Publicações
- 1885, 1886, and 1887, "Electromagnetic induction and its propagation", The Electrician.
- 1888/89, "Electromagnetic waves, the propagation of potential, and the electromagnetic effects of a moving charge", The Electrician.
- 1889, "On the Electromagnetic Effects due to the Motion of Electrification through a Dielectric", Phil.Mag.S.5 27: 324.
- 1892 "On the Forces, Stresses, and Fluxes of Energy in the Electromagnetic Field" Phil.Trans.Royal Soc. A 183:423–80.
- 1892 "On Operators in Physical Mathematics" Part I. Proc. Roy. Soc. 1892 Jan 1. vol.52 pp. 504–529
- 1892 Heaviside, Oliver (1892). Electrical Papers. 1. [S.l.]: Macmillan Co, Londres e Nova York. ISBN 9780828402354
- 1893 "On Operators in Physical Mathematics" Part II Proc. Roy. Soc. 1893 Jan 1. vol.54 pp. 105–143
- 1893 "A gravitational and electromagnetic analogy," The Electrician, vol.31, pp. 281–282 (parte I), p. 359 (parte II)
  - 1893 reproduzido em, Electromagnetic Theory vol I, Chapter 4 Appendix B pp. 455-466
- 1893 Heaviside, Oliver (1893). Electromagnetic Theory. 1. [S.l.]: The Electrician Printing and Publishing Co, London. ISBN 978-0-8284-0235-4[8]
- 1894 Heaviside, Oliver (1894). Electrical Papers. 2. [S.l.]: Macmillan Co, London and New York
- 1899 Heaviside, Oliver (1899). Electromagnetic Theory. 2. [S.l.]: The Electrician Printing and Publishing Co, London
- 1912 Heaviside, Oliver (1912). Electromagnetic Theory. 3. [S.l.]: The Electrician Printing and Publishing Co, London
- 1925. Electrical Papers. 2 vols Boston 1925 (Copley)
- 1950 Electromagnetic theory: The complete & unabridged edition. (Spon) reprinted 1950 (Dover)
- 1970 Heaviside, Oliver (1970). Electrical Papers. [S.l.]: Chelsea Publishing Company, Incorporated. ISBN 978-0-8284-0235-4
- 1971 "Electromagnetic theory; Including an account of Heaviside's unpublished notes for a fourth volume" Chelsea, ISBN 0-8284-0237-X
- 2001 Heaviside, Oliver (1 de dezembro de 2001). Electrical Papers. [S.l.]: American Mathematical Society. ISBN 978-0-8218-2840-3

### Coleções de arquivo
- Oliver Heaviside selected papers [microform, 1874-1922, Niels Bohr Library & Archives]